# Ignacio Trigueros
Ignacio Tiburcio Valeriano Trigueros Olea (Veracruz, 14 de abril de 1805-Ciudad de México 19 de marzo de 1879) fungió como ministro de Hacienda en los gobiernos de Antonio López de Santa Anna, Nicolás Bravo, Valentín Canalizo y José Joaquín de Herrera (del 21 de noviembre de 1841 al 12 de diciembre de 1842 y del 4 de marzo de 1843 al 28 de octubre de 1844) y fundó la Escuela Municipal de Sordomudos (1866) y la Escuela para Ciegos “Lic. Ignacio Trigueros” (1870).

## Primeros años
Ignacio fue el cuarto hijo de Juan José Trigueros Ximénez y de María Antigua Josefa de Paula Olea Hernández, su padre era proveniente de Cádiz y su madre criolla, nacida en Veracruz. Ignacio nació el 14 de abril de 1805 en el puerto de Veracruz. Al finalizar la primera década del siglo XIX, se vivía en Veracruz una gran inestabilidad económica e inseguridad, consecuencia de brotes de viruela, guerras e inestabilidad política en España, y el alba de la Revolución de Independencia. 
Fue entonces, que los padres de Ignacio deciden enviarlo a Alvarado, una población relativamente cercana. Esto era una práctica común de esa época, las familias pobres enviaban a uno de sus hijos con una familia acomodada para así tener menos gastos y al mismo tiempo poder darle oportunidades de educación a su hijo, y la familia que recibía al hijo se hacía de personal de confianza. Así llegó Ignacio de niño a vivir con la familia Hargous, comerciantes estadounidenses, donde aprendió a leer, escribir y las matemáticas. Estudió teneduría de libros y legislación mercantil lo que le sirvió a él, para poder empezar a hacer negocios y a descubrir su capacidad de hacer dinero, y a los Hargous, para llevar un control de sus negocios. 

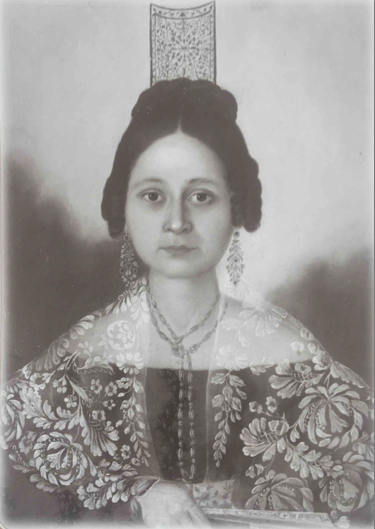
Petra Barrero de Trigueros

## Carrera política
En la década de los 1830's, siendo el país ya una República Mexicana, Ignacio inició su carrera política al ser nombrado regidor del Ayuntamiento de Veracruz a los 25 años. De esta manera, forma parte de la Comisión de Mejoramiento de Obras Públicas y es designado para efectuar la glosa y examen de la contabilidad, mientras que continuaba trabajando en la firma de la familia Hargous. En 1832, contrajo matrimonio con Petra Barrero Cantos, de origen indígena. Tras su desempeño como regidor, en 1836 recibe el puesto de Presidente del ayuntamiento.

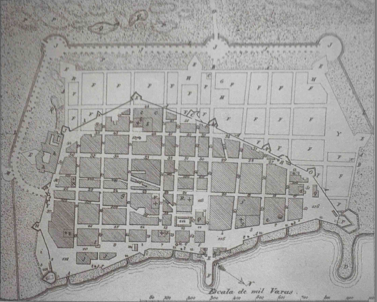
Plano de la ciudad de Veracruz con el proyecto de ampliación propuesto por el presidente de Ayuntamiento, Ignacio Trigueros

## Ministro de Hacienda (del 21 de noviembre de 1841 al 12 de diciembre de 1842)
En 1841, Trigueros es nombrado diputado por el departamento de Veracruz. Con su nuevo puesto, Trigueros, envía un plan de reorganización hacendaria a la Secretaría en el cual se incluyen peticiones sobre la reducción del déficit presupuestario, mediante la disminución del gasto del gobierno, medidas para eliminar la fiscalización fraudulenta y al contrabando, y sobre la liquidación de la deuda pública. En noviembre de ese año, durante la presidencia de Santa Anna, Trigueros asciende a ministro de Hacienda. Al llegar Trigueros a su nuevo puesto, el país se encontraba en pésimas condiciones económicas, especialmente en el tema de deuda pública. 
En su primer año como ministro, Trigueros, se preocupó por incentivar la producción como medio fundamental para el posterior crecimiento de la hacienda tributaria. Para el alcance de ello decidió reestructurar la administración a través de una serie de medidas. Una de sus principales disposiciones fue la de la reducción del gasto público. Entre estos recortes se encuentran la eliminación de los bancos de amortización de la moneda de cobre y del Banco de Avío. 
Por otro lado, también restableció la prohibición sobre la venta libre de tabaco, naipes, salitre, pólvora y azufre para poder incrementar la fuente de ingresos; además de la promulgación de otro impuesto a la importación en aduanas. La bancarrota del gobierno llevó a Ignacio Trigueros a emitir un decreto sobre la organización de la Dirección General de Alcabalas y Contribuciones Directas. Estas medidas tuvieron como propósito conocer la situación de Hacienda Pública, y tener un mayor control sobre la recaudación y la contabilidad, esto con el mismo propósito de incrementar fuentes de ingresos. 
Las innovaciones introducidas en las estructuras fiscales en las administraciones no pudieron contribuir a mejorar la situación debido a que en esos momentos México estaba prácticamente en bancarrota por el enorme endeudamiento y como consecuencia del desorden hacendario que significaron los acontecimientos vividos durante la década anterior: la guerra de independencia de Texas (1835); la Guerra de los Pasteles, (1838) con su consecuente indemnización dada a Francia; y los pagos cubiertos a Estados Unidos. Por lo mismo, estaban estancadas en problemas de deuda y su única alternativa era la de pedir préstamos a comerciantes con alto flujo de capital a tasas exorbitantes. (véase: 
Leyes y Decretos)

## Ministro de Hacienda (del 4 de marzo de 1843 al 28 de octubre de 1844)
En 1843 Ignacio Trigueros ocupó por segunda ocasión la Secretaria de Hacienda. Durante su estancia en la secretaría bajo la administración de Santa Anna, el ejecutivo introdujo políticas fiscales expansivas, eliminando los aranceles que el presidente Anastasio Bustamante había impuesto. Simultáneamente Ignacio Trigueros, a través de un nuevo arancel, de la regulación de la venta de naipes, y de un nuevo dictamen para el pago de la deuda y para el cobro del derecho de capitación, busca elevar los ingresos percibidos. Decretó nuevos impuestos a las “fincas urbanas, fincas rústicas, establecimientos industriales, sueldos y salarios, profesiones y ejercicios, objetos de lujo, y capacitación de medio real al mes”. 

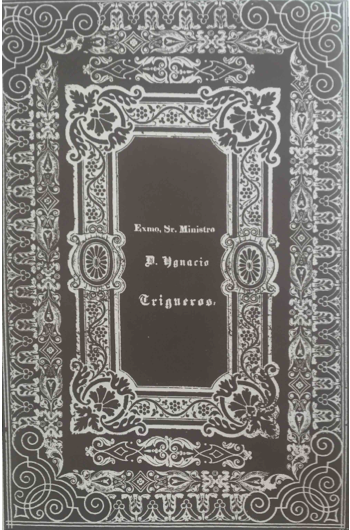
Portada del cuaderno de notas que llevara Ignacio Trigueros Olea durante su gestión como Ministro de Hacienda

El centralismo buscaba reforzar su régimen fiscal que podría haber servido con eficacia al gobierno. Por ello, Trigueros emitió una reforma hacia el impuesto en las ventas y obliga a los departamentos, surgidos de la división administrativa que sustituyó a los estados, a colaborar en el pago de la deuda con prestamistas estadounidenses por dos millones de pesos. Estas medidas fiscales, junto con la de gobiernos pasados, representó una de las políticas fiscales más modernas y progresistas de la época. El erario no tuvo éxito ya que la situación económica y política en México se complicó debido a la guerra que se desató con Estados Unidos.
El pueblo y el Congreso comenzaron a dudar del manejo de las nuevas recaudaciones fiscales, argumentando que los ciudadanos mexicanos pagaban mucho más impuestos que los ciudadanos de cualquier otro país. Debido a esto, el Congreso presentó una moción al gabinete de López de Santa Anna para que se presentaran con transparencia ante las acusaciones. Principalmente se exigían detalles de los contratos firmados referentes a la campaña de Texas. 
Simultáneamente, ante la ausencia del presidente y como consecuencia de un conflicto que surgió entre la administración de Santa Anna y el departamento de Querétaro, el diputado José Llaca, exige ante el Congreso la comparecencia de los ministros de aquella administración al igual que su renuncia. Esto último, debido a que la situación del endeudamiento cada vez empeoraba más, ya que los agiotistas tenían más control que nunca, y que el cambio prometido nunca sucedió. "La quiebra del erario público y la presión de los acreedores provocaron la salida de Trigueros de la Secretaría, al mimo tiempo que caía el régimen centralista."

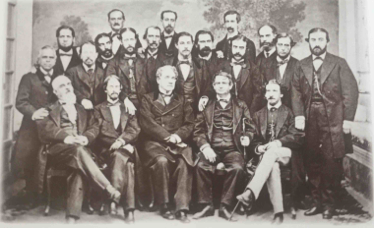
Ayuntamiento de la Ciudad de México, 1866

## Últimos años y educación especial
Trigueros fue nombrado senador, lo que le permitió seguir trabajando en sus negocios mercantiles en Veracruz. Durante el segundo imperio de Maximiliano y Carlota, Trigueros es nombrado gobernador del Distrito Federal. En 1865, Eduardo Huet Merlo, maestro sordo francés y fundador de la educación pública para sordos, primero en Francia y luego en Brasil, le propone a Ignacio Trigueros la creación de una escuela para sordomudos y en junio de 1866 inauguró la Escuela Municipal de Sordomudos. Los gastos de financiamiento de la escuela quedaron a cargo del Ayuntamiento Municipal y fue establecida en lo que fue el Colegio de San Juan de Letrán. 
Tras la caída del Imperio de Habsburgo, Trigueros fue inculpado como traidor y fue hasta que se promulgó la Ley de Amnistía que pudo continuar con sus actividades filantrópicas. Trigueros, inspirado en la escuela de sordomudos busca la apertura de una escuela para invidentes, para lo que se enfrentó con muchos obstáculos como la falta de fondos y la falta de personal especializado en México. 

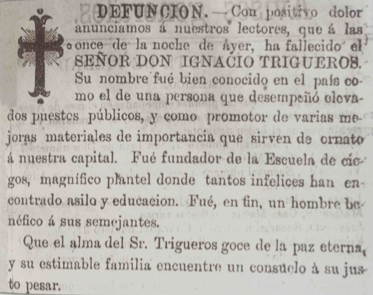
Obituario Ignacio Trigueros

Esto llevó a Trigueros a aprender a leer y escribir con el Sistema Braille para traducirlo del francés al español, y a usar sus propios recursos para su propósito. En 1870, Trigueros, aún con sus facultades de Presidente del Ayuntamiento de la Ciudad de México, abre la Escuela para Ciegos “Lic. Ignacio Trigueros”. En 1871, bajo la presidencia de Benito Juárez, la administración cede parte del Convento de la Enseñanza para la instalación de la escuela, además de implementar medidas tributarias para el financiamiento de la misma. Ignacio Trigueros murió en la Ciudad de México el 19 de marzo de 1879. Hoy en día la Escuela Nacional de Ciegos Licenciado Ignacio Trigueros se encuentra en la colonia Cuauhtémoc, en la calle Mixcalco, bajo la administración de la Secretaría de Educación Pública.

## Leyes y Decretos[5]
| Fecha               | Acción   | Materia |
| ------------------- | -------- | --- |
| 24/Nov./1841        | Decreto  | Sobre amortización y acuñación de la moneda de cobre |
| 6/Dic./1841         | Decreto  | Sobre extinción del Banco Nacional de Amortización |
| 16/Dic./1841        | Decreto  | Se extinguen las jefaturas superiores de Hacienda |
| 20/Dic./1841        | Decreto  | Reglamento para el giro y administración de la renta del tabaco |
| 3/Feb./1842         | Dictamen | Prevenciones dictadas por el ministro de Hacienda, para la mejor inteligencia del decreto del 16 de diciembre de 1841, que extinguió las jefaturas de Hacienda                      |
| 10/Feb./1842        | Decreto  | Se manda rematar en subasta pública las fincas de temporalidades |
| 18/Feb./1842        | Decreto  | Que en todas las casas de moneda de la República se acuñe un uno por ciento de cuartillos de plata                                                                                  |
| 7 de abril de 1842  | Decreto  | Contribución llamada de capitación |
| 29 de abril de 1842 | Decreto  | Se establecen seis clases de papel sellado y se reglamentan sus respectivos usos |
| 30/Abril//1842      | Decreto  | Arancel general de aduanas marítimas y fronterizas |
| 11/Jul./1842        | Decreto  | Se consignan los productos de papel sellado para satisfacer a los tenedores de moneda de cobre                                                                                      |
| 21/Jul./1842        | Decreto  | Se estancan el salitre y el azufre |
| 13/Ago./1842        | Decreto  | Sobre cambio del antiguo papel sellado por el nuevo |
| 18/Ago./1842        | Decreto  | Sobre derecho de amortización que causa la mano muerta |
| 23/Sep./1842        | Decreto  | Se extingue el Banco de Avío |
| 6/Oct./1842         | Decreto  | Se establece una dirección en la Casa del Apartado de México |
| 10/Oct./1842        | Decreto  | Sanciona el convenio celebrado el 11 de febrero de 1842 entre Fernández de Lizardi y Cía., de Londres, agentes de la República en aquella corte y la Comisión de Tenedores de Bonos |
| 17/Oct./1842        | Decreto  | Sobre que la dirección general de rentas lo sea también de alcabalas y contribuciones                                                                                               |
| 24/Oct./1842        | Decreto  | Sobre incorporación al erario de todos los bienes del Fondo Piadoso de las Californias                                                                                              |
| 25/Oct./1842        | Decreto  | El fondo del 15% de aduanas marítimas luego de cubrir la deuda a que está consignado, que lo dé a la empresa del tabaco y que el 10% que ésta tiene, vuelva al gobierno             |
| 25/Oct./1842        | Decreto  | Sobre que la dirección del tabaco se llamará en lo sucesivo “Dirección general del tabaco y demás rentas estancadas”                                                                |
| 3/Dic./1842         | Decreto  | Sobre que los tenedores de bonos refaccionen sus créditos |
| 20 de abril de 1843 | Decreto  | Se establece un préstamo forzoso para pagar a los Estados Unidos dos millones de pesos                                                                                              |
| 5 de mayo de 1843   | Decreto  | Sobre obligación de los departamentos de cubrir cuotas estipuladas por el gobierno para el pago de dos millones de pesos a los Estados Unidos                                       |
| 11 de mayo de 1843  | Decreto  | Se establece un fondo para el pago de réditos y amortización de capitales de la deuda pública                                                                                       |
| 27 de junio de 1843 | Decreto  | Se restablece el estanco de naipes |
| 3 de julio de 1843  | Decreto  | Sobre excepciones del pago del derecho de capitación y providencias para el arreglo de contribuciones                                                                               |
| 11 de julio de 1843 | Decreto  | Sobre uniformidad de las cuotas de alcabala en todos los departamentos y reglas para su cobro                                                                                       |
| 25 de julio de 1843 | Decreto  | Sobre la deuda |
| 28 de julio de 1843 | Decreto  | Aprueba la segunda emisión fraudulenta de bonos hecha en Londres |
| 2/Ago./1843         | Decreto  | Sobre bonos de la deuda nacional extraviados o perdidos |
| 26/Sep./1843        | Decreto  | Arancel de aduanas marítimas y fronterizas |
| 15/Dic./1843        | Decreto  | Liquidación y arreglo de la deuda exterior de la nación |
| 23/Dic./1843        | Decreto  | Sobre organización de la dirección general de alcabalas y contribuciones directas                                                                                                   |
| 29/Dic/1843         | Decreto  | Reglas para el cobro del derecho de capitación |
| 21/Ago./1844        | Ley      | Se establece un impuesto extraordinario para subvenir a las atenciones urgentes de la Hacienda pública                                                                              |

## Citas y Referencias
1. ↑  Marichal, L. L. (1986). Banca y poder en México (1800-1925). Ciudad de México, grijalbo.
2. ↑  Banca y Poder en México (Leonor Ludlow y Carlos Marichal), Banqueros sin Banco: El papel de los agiotistas en México
3. ↑  «"Ignacio Trigueros Olea"». Consultado el 19 de abril de 2015.
4. ↑  Costeloe, M. P. (2000). La República central en México, 1835-1846. D.F.: Press Syndicate of the University of Cambridge.
5. ↑  Página Secretaría de Hacienda y Crédito Público, consultada: 19/Abril/2015